# Sternostoma zini
Sternostoma zini  (лат.) — вид паразитиформных клещей из семейства Rhinonyssidae. Известны по 2 взрослым самкам, обнаруженным в носовой полости обыкновенной кукушки (Cuculus canorus) на территории Ленинградской области.

## Описание

### Размерные характеристики
Самка (голотип и паратипы): LB — 630 (651); WID — 317 (340); LPS — 290 (300); WPS — 310 (321); LOS — 288; WOS — 308 (320); LSS — 150 (158); WSS — 101 (106); LGS — 132 (139); WGS — 95 (101); LG — 94 (99); WG — 66 (72); Lleg I — 370 (389); Lleg II — 353 (360); Lleg III — 330 (342); Lleg IV — 340 (356).

### Дорсальная поверхность
Подосомальный щит слегка склеротизованный, покрывает большую часть подосомы и несет 19 коротких щетинок (j1-6, z2, 4, 6). Стигмы (Stg) расположены дорсолатерально на уровне заднего края подосомального щита. Опистосомальный щит слегка склеротизованный и покрывает значительную часть опистосомы. На щите расположено 6 пар коротких щетинок (J1-5, R1) и 1 пара маленьких пор.

### Вентральная поверхность
Стернальный щит длинный и широкий, с 3 парами стернальных щетинок (st1, 2, 3). Генитальный щит с трапециевидной формой, широкий, слегка склеротизованный и несет пару коротких генитальных щетинок (he4). Вентральная сторона опистосомы с 2 парами крупных щетинок (Jv1-2) и 1 парой коротких щетинок (Zv2). Анальный щит расположен на каудальной границе идиосомы, с двумя преанальными хетами (Ad).

### Гнатосома
Дейтостернальные зубчики отсутствуют. Отсутствуют гипостомальные и субкапитуларьные щетинки.

### Хетотаксия ног
Кокса: 2-2-2-1, вертлуг: 3-4-4-4, бедро: 8-5-4-4, колено: 5-4-4-4, голень: 6-5-5-5, лапка: 13-17-17-17.